# Marco (Ceará)
Marco é um município brasileiro do estado do Ceará, Região Nordeste do país pertencente à microrregião de Litoral de Camocim e Acaraú, mesorregião do Noroeste Cearense. Sua população no censo demográfico de 2022 era de 25 799 habitantes, segundo o Instituto Brasileiro de Geografia e Estatística (IBGE), sendo o septuagésimo segundo mais populoso do estado do Ceará.
O município tem suas origens no século XVIII, com um marco que separava a ribeira do rio Acaraú de Santana do Acaraú. Inicialmente habitada por tribos nativas de Caenoran, a cidade foi posteriormente colonizada por colonizadores portugueses, incluindo Manuel de Góes Monteiro. Com o passar do tempo, as habitações primitivas foram se consolidando em uma elevação montanhosa ao redor do rio Acaraú, em torno do São Manoel de Marco, erguido em 1870, em homenagem a Joaquim Ferreira Fonteles. O município foi centralizado em Santana do Acaraú e posteriormente elevado à categoria de Vila por decretos de 1938 e 1951. O atual município chama-se Marco, e a Comarca de Marco foi criada em 1956 pelo governador Paulo Sarasate Ferreira Lopes.

## Toponimia
Seu topônimo vem do marco que foi posto meia légua para o sul do local onde está a cidade atualmente, exatamente onde delimitava as terras entre Acaraú e Santana do Acaraú, de Manuel de Góes Monteiro. Antes, em 1870, era chamado de São Manoel de Marco, denominado por Joaquim Ferreira Fonteles, até que o decreto-lei nº 448, de 20 de dezembro de 1938 eliminou o termo "São Manoel de", restando seu topônimo atual, "Marco".

## História
Suas origens remontam ao século XVIII, tendo como ponto de partida um marco que separava a ribeira do Acaraú de Santana do Acaraú, situado a meia légua de distância do local onde seria edificada a povoação.
Inicialmente, o município era povoado pelos indígenas nativos cearenses tremembés, aperiús, arariús e acriús. Esses tremembés foram aldeados nas proximidades de Camocim pelos jesuítas e depois passaram em 1702, para as praias do Acaraú. Por ocasião desses conflitos tribais, esses indígenas se rebelaram, causando sérios prejuízos aos moradores da ribeira, refugiando algumas delas para a serra de Ibiapaba em 1713.
Após o fim dos conflitos tribais, emergiram os colonizadores brancos, incluindo Manuel de Góes Monteiro, o primeiro a ocupar terras na ribeira do Acaraú. Nessa etapa, surgiram as primeiras construções, num processo gradual e constante, construindo gradualmente o conjunto gregário em condições modestas.
Com o passar dos anos, foram se aglomerando as primitivas habitações numa pitoresca elevação, à margem esquerda do rio Acaraú, em torno da capela erigida em 1870, São Manoel de Marco, denominado por Joaquim Ferreira Fonteles. O termo "São Manoel" veio de Portugal, quando os primeiros colonizadores vinham rumo ao Brasil, em alto mar. A embarcação que os trazia esteve prestes a soçobrar em uma tempestade, e os navegantes em afiliação fizeram uma promessa de que, se "todos os chegassem sãos e salvos, onde fixassem morada, erigiam uma igrejinha para o santo protetor que eles vinham conduzindo".
O distrito, com jurisdição centralizada em Santana do Acaraú, por ato provincial de 21 de outubro de 1872, confirmado posteriormente segundo a lei municipal de 15 de abril de 1893. Sua elevação à categoria de Vila provém do decreto-lei nº 448, de 20 de dezembro de 1938, assinada pelo interventor Francisco de Menezes Pimentel, para também eliminar a expressão "São Manoel do", para o topônimo "Marco". A elevação à categoria de município com a denominação atual, provém da lei nº 1.153, de 22 de novembro de 1951, tendo sido instalado a 25 de março de 1955.
A Comarca de Marco foi criada pela lei nº 3.508 de dezembro de 1956, pelo então governador Paulo Sarasate Ferreira Lopes (1955-1958), fruto de um trabalho de profunda significação iniciado pelos filhos da terra, representando uma importante vitória na formalização institucional do município.

## Geografia

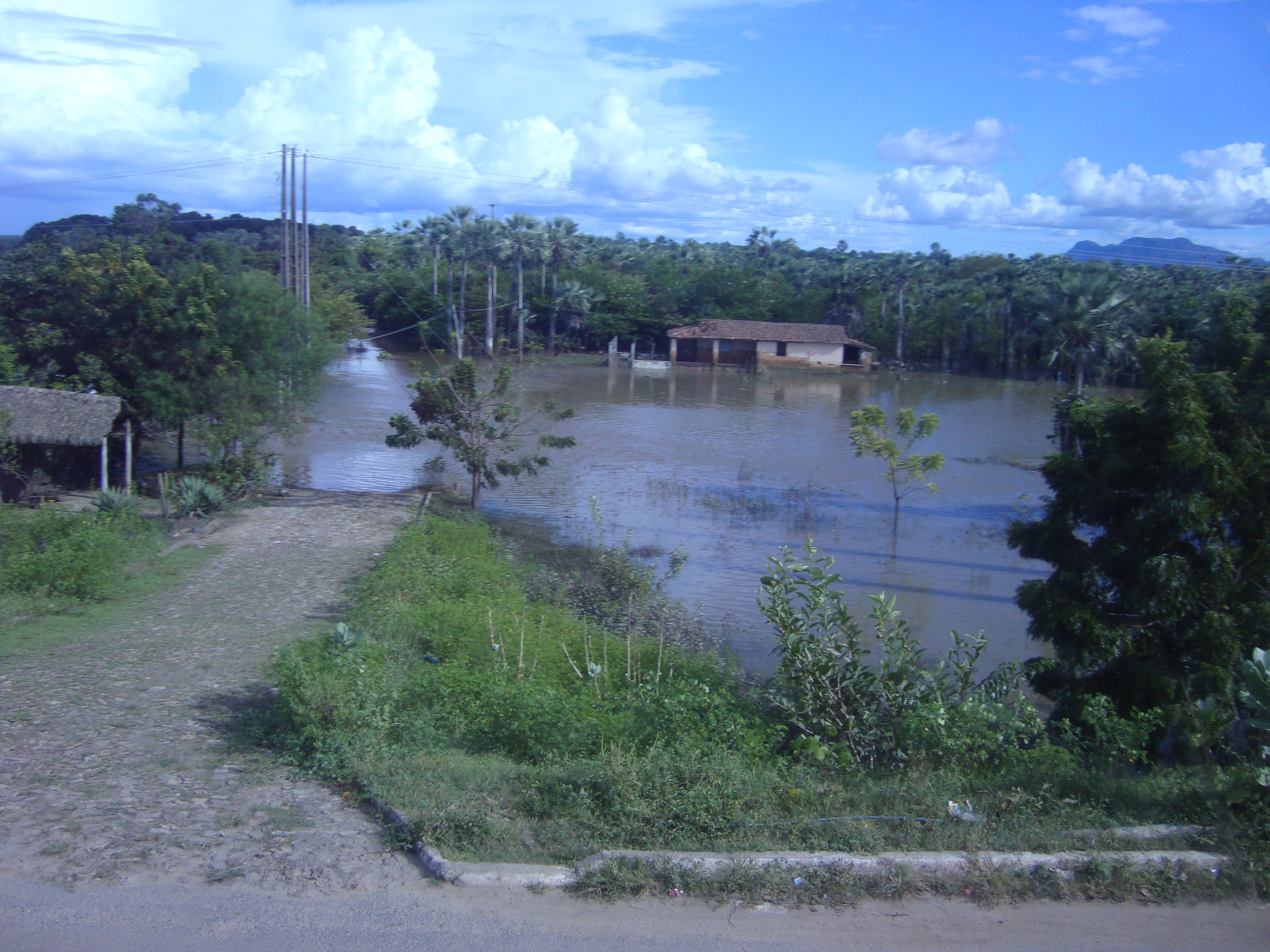
Paisagem de Marco, com uma vegetação verde

O território de Marco ocupa 573,61 km² de área (0,3852% da superfície estadual), dos quais 4,4206 km² constituindo a área urbana, a uma altitude média de 29 metros acima do nível do mar. Os limites municipais de Marco são: a norte, o município de Bela Cruz; a sul, Senador Sá e Morrinhos; a leste, Acaraú, novamente Bela Cruz e Morrinhos; e a oeste, Granja e novamente Senador Sá. A cidade está 191 km da capital estadual, Fortaleza, e a 1 645 km de Brasília, capital federal. Na divisão territorial vigente desde 2017, instituída pelo IBGE, o município pertence à região geográfica imediata de Acaraú, dentro da região intermediária de Sobral; até então, com a vigência das divisões em microrregiões e mesorregiões, fazia parte da microrregião do Litoral de Camocim e Acaraú, na mesorregião do Noroeste Cearense.
O relevo de Marco é caracterizado por formas aplainadas e pouco dissecadas, típicas da Depressão Sertaneja, com altitudes geralmente inferiores a 200 metros. Ao noroeste do território, encontram-se maciços residuais, que se elevam em contraste com as áreas mais planas, enquanto ao nordeste predominam os tabuleiros pré-litorâneos. Marco está situada em área de abrangência de rochas metamórficas, principalmente os calcários e arenitos metamorfizados, junto com granitos, gnaisses e migmatitos que formam o embasamento cristalino, provenientes do período Pré-Cambriano médio, com idade estimada entre um bilhão e 2,5 bilhões de anos.
O tipo de solo predominante é o podzólico vermelho amarelo, que possui altos níveis de fertilidade, e os planossolos solódicos, que suportam diferentes tipos de cobertura vegetal. Também ocorrem os neossolo flúvico (também chamado de "solos aluviais"), os litossolos (solos litólicos) e o solonetz solodizado. Esses solos sustentam uma vegetação de pequeno a médio porte, como a caatinga arbustiva densa e a caatinga arbustiva aberta, que perde suas folhas na estação seca. Nas vertentes dos maciços residuais, ocorrem a floresta subcaducifólia tropical fluvial e a mata seca. Nos tabuleiros pré-litorâneos, desenvolve-se uma vegetação característica dessa formação.
Cortado pelo seu principal curso d'água, rio Acaraú, bem como pelos riachos do Córrego, da Pedra Redonda e do Inhanduba, este último na divisa com o município de Bela Cruz, todo o território municipal inserido à bacia hidrográfica do rio Acaraú, rio Coreaú e no litoral. No município de Marco pode-se distinguir dois domínios hidrogeológicos distintos: sedimentos da Formação Barreiras e depósitos aluvionares. A análise conduzida na cidade de Marco identificou a existência de 38 poços, todos do tipo tubular profundo, sendo 27 públicos e 11 privados. Segundo o Plano Estadual de Recursos Hídricos do Ceará, o nível de açudagem estimado na época era de 11 açudes, com capacidade total estimada em 6 449 hm³.
O clima é como tropical quente semiárido (As segundo Köppen-Geiger) com uma pluviosidade média de 1 096,60 mm com chuvas concentradas de fevereiro a abril e inverno rigoroso com temperaturas médias que podem chegar a 26 a 28 °C. Segundo dados da Fundação Cearense de Meteorologia e Recursos Hídricos (FUNCEME), que possui dados pluviométricos de Marco desde 1972, a maior precipitação em 24 horas registrado em Marco foi de 161 mm em 24 de janeiro de 2004, seguido por 134 mm em 1 de abril de 2008, 112,5 mm em 29 de janeiro de 2004, 107,5 mm em 21 de fevereiro de 2024 e 101 mm em 11 de março de 1996.
| Dados climatológicos para Marco | Dados climatológicos para Marco | Dados climatológicos para Marco | Dados climatológicos para Marco | Dados climatológicos para Marco | Dados climatológicos para Marco | Dados climatológicos para Marco | Dados climatológicos para Marco | Dados climatológicos para Marco | Dados climatológicos para Marco | Dados climatológicos para Marco | Dados climatológicos para Marco | Dados climatológicos para Marco | Dados climatológicos para Marco |
| Mês                             | Jan                             | Fev                             | Mar                             | Abr                             | Mai                             | Jun                             | Jul                             | Ago                             | Set                             | Out                             | Nov                             | Dez                             | Ano                             |
| ------------------------------- | ------------------------------- | ------------------------------- | ------------------------------- | ------------------------------- | ------------------------------- | ------------------------------- | ------------------------------- | ------------------------------- | ------------------------------- | ------------------------------- | ------------------------------- | ------------------------------- | ------------------------------- |
| Temperatura máxima média (°C)   | 31,2                            | 30                              | 29,7                            | 29,4                            | 30,1                            | 30,9                            | 32,1                            | 33,7                            | 34,1                            | 34                              | 33,7                            | 32,6                            | 31,8                            |
| Temperatura média (°C)          | 27                              | 26,3                            | 26                              | 25,9                            | 26,3                            | 26,7                            | 27,2                            | 27,7                            | 27,9                            | 28                              | 28,1                            | 27,8                            | 27,1                            |
| Temperatura mínima média (°C)   | 24,3                            | 23,8                            | 23,6                            | 23,5                            | 23,7                            | 23,7                            | 23,9                            | 24,1                            | 24,4                            | 24,6                            | 24,8                            | 24,8                            | 24,1                            |
| Precipitação (mm)               | 106                             | 154                             | 237                             | 255                             | 123                             | 33                              | 17                              | 4                               | 4                               | 6                               | 8                               | 29                              | 976                             |
| Umidade relativa (%)            | 74                              | 80                              | 83                              | 85                              | 80                              | 72                              | 65                              | 60                              | 60                              | 62                              | 64                              | 68                              | 71,1                            |
| Fonte: Climate-Data.org         |                                 |                                 |                                 |                                 |                                 |                                 |                                 |                                 |                                 |                                 |                                 |                                 |                                 |

## Demografia
Entre os censos de 2010 e 2022, a população de Marco registrou um crescimento de pouco mais de 4,4% com uma taxa de crescimento geométrico anual de 0,36%. Com 25 799 habitantes no censo demográfico de 2022, (62,48% vivendo na zona urbana) o município ocupava apenas a 72ª colocação a nível estadual naquele ano, dos quais 50,47% do sexo masculino e 49,53% do sexo feminino, tendo uma razão de sexo de 101,9 (1 019 homens para cada 1 000 mulheres), em comparação com 24 703 habitantes no censo demográfico de 2010, que assumia a 76ª posição estadual. Quanto à faixa etária do censo de 2022, 70,65% dos habitantes tinham entre 15 e 64 anos, 22,28% menos de quinze anos e 7,07% 65 anos ou mais. A densidade demográfica, em 2022, era de 39,68 hab./km² (septuagésimo nono maior do Ceará), com uma média de 3,01 habitantes/domicílio.
No censo de 2010, levando-se em conta a nacionalidade da população, todos os habitantes eram brasileiros natos (82,89% nascidos no município), dos quais 99,52% naturais do Região Nordeste, 0,22% do Norte, 0,07% do Sudeste e 0,05% do Centro-Oeste, além de 0,14% sem especificação. Entre os naturais de outras unidades da federação, os estados com os maiores percentuais de residentes em Marco eram a Pernambuco (0,3%), Pará (0,19%) e o Maranhão (0,15%), havendo ainda naturais de sete outros estados.
No quesito cor ou raça, segundo o mesmo censo, mais da metade dos habitantes 68,13% eram pardos, 23,57% brancos e 8,21% pretos, havendo também minorias de indígenas (0,05%) e amarelos (0,03%). A idade mediana da população é de 34 anos, sendo maior em amarelos (47 anos) e menor em pardos (28 anos). Ainda segundo mesmo o censo, o último com dados divulgados sobre religião, a população marquense era formada por católicos apostólicos romanos (94,47%), protestantes (4,73%) e pentecostalistas (4,25%). Outros 0,81% não tinham religião.
O Índice de Desenvolvimento Humano (IDH-M) do município é considerado médio, de acordo com dados do Programa das Nações Unidas para o Desenvolvimento. Segundo dados do relatório de 2010, divulgados em 2013, seu valor era de 0,612, estando na nonagésima terceira posição a nível estadual (em 184 municípios) e na 3 866ª a nível federal (de 5 565 municípios) e o índice de Gini passou de 2003 a 2010 de 0,43 para 0,54. Considerando-se apenas o índice de longevidade, seu valor é de 0,734, o valor do índice de renda é 0,564 e o de educação é 0,553.

## Política
O poder executivo em Marco é representado pelo prefeito e seu gabinete de secretários municipais e o poder legislativo é constituído pela câmara municipal, composto de vereadores eleitos na forma da legislação vigente. O primeiro prefeito do município foi Manuel Jaime Neves Osterno, sendo eleito para o mandato de 25 de março de 1955 a 25 de março de 1959 e seu primeiro juiz suplente, José Luiz de Farias. A atual, Francisco Rogério Osterno Aguiar Neto, do Partido Socialista Brasileiro (PSB), foi eleita em 2024 com 67,74% dos votos válidos, tendo como vice Isis Yara Farias Souza.
De acordo com a lei orgânica de Marco, promulgada em 21 de março de 2007, são poderes do município ambos executivo e legislativo, independentes e harmônicos entre si, cujos representantes são eleitos pelo voto direto para mandatos de quatro anos. Existem também alguns conselhos municipais em atividade: direitos da criança e do adolescente, direitos do idoso, meio ambiente e tutelar. De acordo com o Tribunal Superior Eleitoral (TSE), Marco pertence à 67ª zona eleitoral do Ceará e possuía, em dezembro de 2024, 19 828 eleitores, o que representa 0,318% do eleitorado cearense.

## Subdivisões
A área urbana de Marco é constituída por um total de três distritos: Panacuí, Marco (sede) e Mocambo. Marco (sede) é o distrito com a maior concentração populacional, abrigando mais de um quarto e meio da população municipal total.
| Panacuí      | 20 de maio de 1931     | Decreto estadual nº 193 | 2 181  | 8,45  |
| Marco (sede) | 22 de novembro de 1951 | Lei estadual nº 1.153   | 19 854 | 76,96 |
| Mocambo      | 19 de novembro de 1994 | Lei municipal nº 53     | 3 764  | 14,59 |
| Total        | -                      | -                       | 25 799 | 100   |

## Economia
Segundo o IBGE, o Produto Interno Bruto (PIB) do município de Marco em 2021 era de R$ 390 968 mil, dos quais R$ 145 584 mil do setor de serviços, R$ 131 626 mil da administração pública, R$ 45 159 mil da arrecadação de impostos, R$ 43 229 mil da indústria e R$ 25 369 mil da agropecuária. O PIB per capita era de R$ 14 052,51.
No setor primário, a principal atividade econômica reside na agricultura. Na lavoura temporária de 2023 foram produzidos mandioca (9 812 t), melancia (1 443 t), milho, (230 t) feijão (147 t) e arroz (9 t), e na lavoura permanente foi reportada a produção de castanha-de-caju (1 401 t), manga (672 t), mamão (641 t), banana (282 t), goiaba (82 t) e maracujá (82 t), além de coco (1 868 mil frutos). Ao mesmo tempo, a avicultura do município possuía um rebanho de 89 842 galináceos (frangos, galinhas, galos e pintinhos), 6 755 bovinos, 3 584 ovinos, 4 015 suínos, 2 556 caprinos e 367 equinos. No mesmo ano, 814 vacas foram ordenhadas e houve a produção de 82 kg de mel de abelha.
No extrativismo vegetal, há a fabricação de carvão vegetal, a extração de madeiras diversas para lenha e a construção de cercas, além de atividades com carnaúba (Copernicia prunifera), oiticica (Licania rigida), mamona (Ricinus communis) e no plantio do algodão. Essas matérias-primas eram comercializadas nas praças de Fortaleza, e na região do Baixo Acaraú, apesar das dificuldades apresentadas pelo transporte incipiente, feito em comboio de mulas, jumento e outros animais de carga. Segundo o IBGE, na extração vegetal de 2023 foram produzidos 1 846 metros cúbicos de lenha, três toneladas de carvão vegetal, 186 toneladas de carnaúba e a extração silvicultural de 810 hectares de eucalipto e um hectare de outra espécie.
Em 2002, Marco conta com 30 indústrias de móveis, com 90% de funcionários, operários e artesãos no município. Destas indústrias, 27 foram estruturadas com recursos dos próprios empresários, que investiram no progresso do município e geraram centenas de empregos na comunidade. O município de Marco conta com 803 empregos diretos na produção de móveis, sustentados por 370 máquinas que impulsionam a atividade industrial local, o faturamento mensal do setor sendo de R$ 1 000 750. No setor terciário, salários, juntamente com outras remunerações, somavam 72 119 mil reais e o salário médio mensal de todo município era de 1,7 salários mínimos. Havia 425 unidades locais, sendo 403 atuantes.

## Infraestrutura

### Saúde
O atendimento médico formal em Marco iniciou-se no final de 1961, na gestão do prefeito Jaime Osterno, pelas mãos humanitárias do Manoel Airton Osterno, formado pela Universidade Federal de Pernambuco, sendo o primeiro médico a exercer sua profissão no município. O surgimento do posto de saúde e a criação da Associação de Senhora Maria Teófilo, com a ajuda do deputado Manoel Rodrigues e do prefeito Jaime Osterno. O primeiro hospital municipal foi inaugurado na gestão do prefeito Geraldo Bastos Osterno, depois de 1987, quando a Maternidade parou de funcionar.
A rede de saúde de Marco dispunha, em 2009, de 12 estabelecimentos de saúde, sendo nove públicos municipais e três privados, três particulares e nove conveniados ao Sistema Único de Saúde (SUS), com um total de 33 leitos para internação. Nestes estabelecimentos, em 2022, foram registrados 166 óbitos (95 de homens e 71 de mulheres), 41 por doenças no sistema respiratório, 33 por causas externas de morbidade e mortalidade, 25 por doenças no sistema circulatório, 23 por tumores (neoplasias), 13 por doenças no sistema endócrino, sete por doenças no sistema digestivo, cinco por paralisias infectocontagiosas, quatro por doenças no sistema urinário, quatro por doenças no sistema nervoso, três por sintomas anormais, três por malformações congênitas, dois por afecções no período perinatal e dois por doenças no sistema tegumentar, e uma por transtornos mentais.
Em 2010, a expectativa de vida ao nascer do município era de 69,05 anos, a taxa de mortalidade infantil de 10,12 por mil nascimentos e a taxa de fecundidade de 2,79 filhos por mulher. Em uma pesquisa do DATASUS em abril no mesmo ano, a rede profissional de saúde era constituída por 65 médicos, 23 auxiliares de enfermagem, 17 enfermeiros, 12 médicos de família, dez clínicos gerais, nove gineco-obstetras, oito cirurgiões-dentistas, seis técnicos de enfermagem, quatro fisioterapeutas, quatro cirurgiões-gerais, três anestesistas, três assistentes sociais, dois psicólogos, dois farmacêuticos, um nutricionista, um fonoaudiólogo e um radiologista, totalizando 171 profissionais.

### Educação
| 2005 | 3,1 | 2,4 | -   |
| 2007 | 3,3 | 3,0 | -   |
| 2009 | 3,6 | 3,4 | -   |
| 2011 | 4,8 | 3,7 | -   |
| 2013 | 4,8 | 3,8 | -   |
| 2015 | 5,7 | 4,7 | -   |
| 2017 | 6,1 | 4,4 | 4,1 |
| 2019 | 6,0 | 5,0 | 4,5 |
| 2021 | 7,0 | 5,1 | 4,7 |
| 2023 | 6,8 | 5,7 | 4,9 |

O fator "educação" do IDH no município atingiu em 2010 a marca de 0,553, ao passo que a taxa de alfabetização da população acima dos dez anos indicada pelo último censo demográfico do mesmo ano foi de 74% (68,4% para os homens e 79,8% para as mulheres). Em 2023, o município possuía uma rede de 19 escolas do pré-escolar (144 docentes), 19 de ensino fundamental (com 272 docentes) e cinco de ensino médio (93 docentes), com um total de 8 032 matrículas, os sendo 1 900 no ensino infantil, 4 624 no ensino fundamental e 1 508 no ensino médio.
No censo de 2010, da população total, 8 432 frequentavam creches ou escolas, 7 685 na rede pública de ensino (91,14%) e 747 na rede particular (8,86%), sendo que 5 158 cursavam o regular do ensino fundamental (61,17%), 1 082 no pré-escolar (12,9%), 1 003 o regular do ensino médio (11,89%), 454 estavam em creches (5,38%), 285 em cursos superiores de graduação (3,37%), 175 na educação de jovens e adultos do ensino médio (2,07%), 119 na educação de jovens e adultos do ensino fundamental (1,42%), 108 em classes de alfabetização (1,28%), 25 na especialização de nível superior (0,3%) e 18 na alfabetização de jovens e adultos (0,22%). Levando-se em conta o nível de instrução da população com idade superior a dez anos, 13 160 não possuíam instrução e ensino fundamental incompleto (67,12%), 3 341 tinham fundamental completo e superior incompleto (17,04%), 2 669 com médio completo e superior incompleto (13,61%) e 438 com superior completo (2,23%).

### Saneamento
O serviço de abastecimento de água de Marco é feito pela Companhia de Água e Esgoto do Ceará (CAGECE) e a empresa responsável pelo fornecimento de energia elétrica é a Enel Distribuição Ceará (COELCE). A voltagem da rede é de 220 volts, sendo que no ano de 2011 existiam 8 759 consumidores e foram consumidos 23 239 MWh de energia. Com um total de 5 952 domicílios em 2010, 4 690 domicílios eram abastecidos pela rede geral de distribuição (78,8%); 589 a partir de poços (15,79%); 302 através de carro-pipa ou água da chuva (5,07%) e 141 de rios, açudes, lagos ou igarapés (2,37%), além de 230 outras formas (3,86%). Do total de domicílios, 5 752 tinham energia elétrica (96,64%), sendo 5 718 a partir da companhia distribuidora (96,07%) e 34 a partir de uma outra fonte (0,57%). O lixo era coletado em 3 444 domicílios (57,86%), dos quais 1 362 por caçambas (22,88%) e 2 082 por serviço de limpeza (34,98%).

### Comunicação e transporte
O código de área (DDD) de Marco é 088 e o Código de Endereçamento Postal (CEP) é na faixa de 62560-000 a 62569-999. Há cobertura de três operadoras de telefonia: Claro, TIM e Vivo, sendo a demais 4G. Em 2010 o município tinha 84,69% de seus domicílios com água canalizada, 96,64% com eletricidade e 57,44% com coleta de lixo. Ao mesmo tempo, 52,3% tinham somente telefone celular, 1,25% apenas fixo e 2,96% possuíam ambos, enquanto que 43,49% não tinham nenhum.
A frota municipal no ano de 2023 era de 4 961 motocicletas, 2 101 automóveis, 900 caminhonetes, 499 motonetas, 394 caminhões, 103 utilitários, 95 semirreboques, 92 camionetas, 85 reboques, 54 caminhões-trator, 31 ônibus, 18 micro-ônibus, 16 triciclos e dois ciclomotores, totalizando 9 351 veículos. No transporte rodoviário, os meios de transporte mais usados pela população para deslocamento da zona rural ou urbana são os carros de horário que podem ser do tipo F-4000, D-20, D-10, como também as empresas de automóveis Ford, Fiat e Chevrolet. Marco também possui um terminal rodoviário e é cortada por rodovias estaduais, como a CE-179, no Distrito Operacional de Itapipoca, que liga o município a Bela Cruz a Cruz.

## Cultura

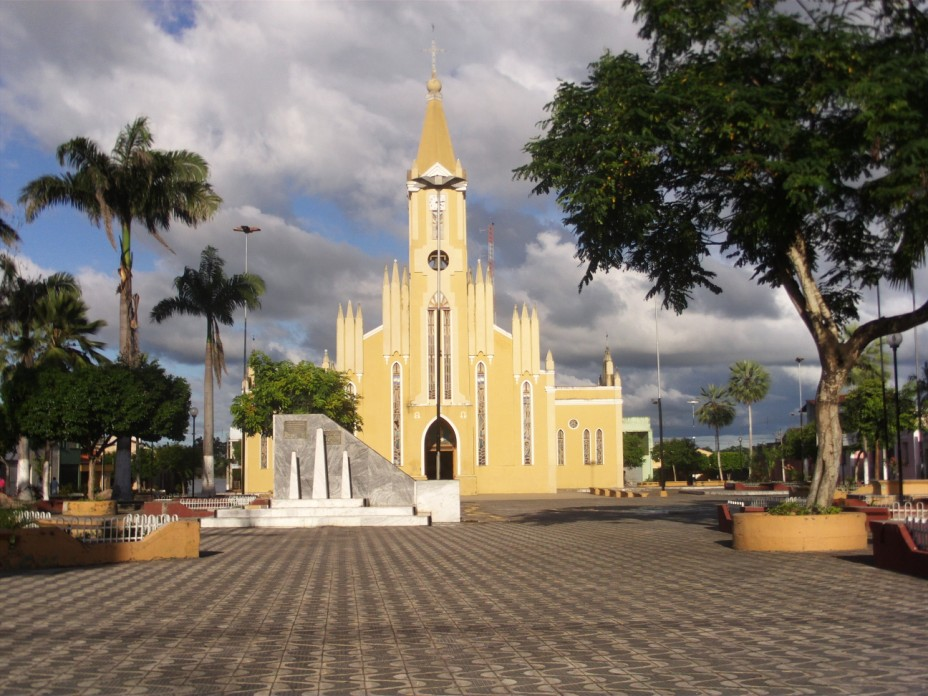
Igreja Matriz de São Manuel

O principal evento cultural são os festejos de paróquia de São Manuel, cuja padroeira é Nossa Senhora da Conceição, pertence à diocese de Sobral, cuja festa religiosa alusiva à padroeira é 17 de junho e foi criada em 22 de maio de 1914 por iniciativa de Francisco Apoliano Ferreira, que também foi o seu primeiro pároco. Também são realizados eventos em diversas modalidades esportivas, como o futebol.
O Chitão Maravilha de Marco, é uma das maiores festas tradicionais do município, que teve seu início em 1963, através do seu criador Francisco Aguiar, pai do ex-deputado Rogério Aguiar, que por sua vez vem mantendo a tradição marquense. Em 11 de setembro de 2009, com a criação da lei nº 035 o festival Chitão Maravilha de Marco foi oficialmente reconhecido pela secretaria de cultura do município, envolvendo a participação de toda a comunidade e integrando-o no calendário oficial.
Marco, além de exportar móveis, comercializa com o mercado europeu o seu artesanato, outra forma espontânea da expressão cultural marquense, tendo como principais atividades o bordado, fibras, fios e madeira. Também existem grupos artesanais, bem como grupos de capoeira, dança, coral e teatro.

### Feriados municipais
Em Marco, além dos feriados nacionais e estaduais e dos pontos facultativos, há três feriados municipais: o dia 22 de novembro, que celebra a emancipação política de Marco, o dia 30 de novembro, do dia do evangélico e o dia 17 de junho, dedicado à padroeira Nossa Senhora da Conceição.

### Livros
- Silva, José Alfredo (2002). Breve História do Município de Marco (PDF). Prefeito Municipal de Marco. Fortaleza: Instituto de Estudos e Pesquisas Sobre o Desenvolvimento do Ceará. 136 páginas

### Documentos
- Benvenuti, Sara Maria Pinotti; Feitosa, Fernando A. C. (setembro de 1998). «Programa de recenseamento de fontes de abastecimento por água subterrânea no estado do Ceará: diagnóstico do município de Marco» (PDF). Fortaleza. Consultado em 26 de dezembro de 2024
- «PANORAMA Quadros - SEMA.CE» (XLS). Secretaria do Meio Ambiente e Mudança do Clima (SEMA). 2016. Consultado em 21 de dezembro de 2024